# Mazuchówka
Mazuchówka (niem. Masuchowken, 1936–1945 Rodental) – wieś w Polsce położona w województwie warmińsko-mazurskim, w powiecie giżyckim, w gminie Wydminy. Przed osiedleniem się na ziemiach odzyskanych Polaków nosiła nazwę Rodental.
W latach 1975–1998 miejscowość administracyjnie należała do województwa suwalskiego.